# Maráza
Maráza (horvátul: Maraza, németül: Marase) község Baranya vármegyében, a Mohácsi járásban.

## Fekvése
Pécsváradtól délkeletre fekszik, a Geresdi-dombság déli lábainál. A szomszédos települések: észak felől Geresdlak, délkelet felől Erdősmárok, dél felől Liptód, délnyugat felől Szellő, északnyugat felől pedig Kékesd.

### Megközelítése
Zsáktelepülés, közúton csak egy irányból közelíthető meg: az 56 109-es számú mellékúton, amely Geresdlaktól nyugatra ágazik ki déli irányban a Mohácstól Pécsváradig húzódó 5607-es útból.

## Története
Még az 1887 évi kataszteri térképen is fel volt tüntetve a mai Maráza elődje, Alsó- és Felső-Hidága Maráza északi és keleti felén.
Hidágát az oklevelek 1292-1297 között említették először, Hidagay néven, mint a hídágai nemesek birtokát. A hídágai nemesek gyakran szerepeltek a megyei közéletben, részben mint a Gyulaiak megbízottjai: 1319-ben Artolf nevét, valamint első feleségétől született fiát, Domokost említette egy korabeli oklevél.
A falu a török uralom alatt elnéptelenedett, és a régi falutól délebbre, mai helyén alakult ki az új falu, Maráza. 1720-ban délszláv, majd 1730-ban német telepesek kezdték benépesíteni a falut, később magyar nyelvű lakosok is letelepedtek itt. A magyarok érkezésével egyidőben pedig megkezdődött a sokácok elköltözése.
A 20. század elején Baranya vármegye Pécsváradi járásához tartozott. Az 1910-es népszámláláskor 731 lakosa volt, ebből 245 magyar, 398 német, 88 horvát, melyből 531 római katolikus, 27 református, 155 evangélikus volt.
Az 1990 évi népszámláláskor 224, 2001-ben 215, 2008. január 1-jén pedig 199 lakosa volt Marázának.
A falun átvezet a 2010-ben átadott Baranyai Zöldtúra, mely kitűnő gyalogtúra célpontokat kínál Liptód és Geresdlak felé.

## Közélete

### Polgármesterei
- 1990–1994: Schenk János (független)[5]
- 1994–1998: Schenk János (független)[6]
- 1998–2002: Schenk János (független)[7]
- 2002–2006: Schenk János (független)[8]
- 2006–2008: Schenk János (független)[9]
- 2009–2010: Hoffmann János (független)[10]
- 2010–2014: Hoffmann János (független)[11]
- 2014–2019: Hoffmann János (független)[12]
- 2019–2024: Hoffmann János (független)[13]
- 2024– : Hoffmann János (független)[1]

A településen 2009. január 25-én időközi polgármester-választást kellett tartani, az előző polgármester halála miatt.

## Népesség
A település népességének változása:
| Lakosok száma | 181  | 171  | 172  | 163  | 171  | 180  | 173  | 178  |
|               | 2013 | 2014 | 2015 | 2019 | 2021 | 2022 | 2023 | 2024 |

A 2011-es népszámlálás során a lakosok 89,9%-a magyarnak, 4,5% cigánynak, 2,2% horvátnak, 27,9% németnek mondta magát (8,4% nem nyilatkozott; a kettős identitások miatt a végösszeg nagyobb lehet 100%-nál). A vallási megoszlás a következő volt: római katolikus 64,2%, református 2,2%, evangélikus 10,6%, görögkatolikus 1,1%, felekezeten kívüli 2,8% (19% nem nyilatkozott).
2022-ben a lakosság 86,1%-a vallotta magát magyarnak, 31,7% németnek, 3,9% cigánynak, 1,7% horvátnak, 0,6% lengyelnek, 0,6% egyéb, nem hazai nemzetiségűnek (11,7% nem nyilatkozott; a kettős identitások miatt a végösszeg nagyobb lehet 100%-nál). Vallásuk szerint 40,6% volt római katolikus, 5,6% református, 3,9% evangélikus.

## Nevezetességei
- Mária-kápolna, Szent-kút és a Mária-forrás  – búcsújáró hely. (Megközelíthető a zöld sáv jelzésű turistaútról leágazó zöld kör jelzésű úton.)

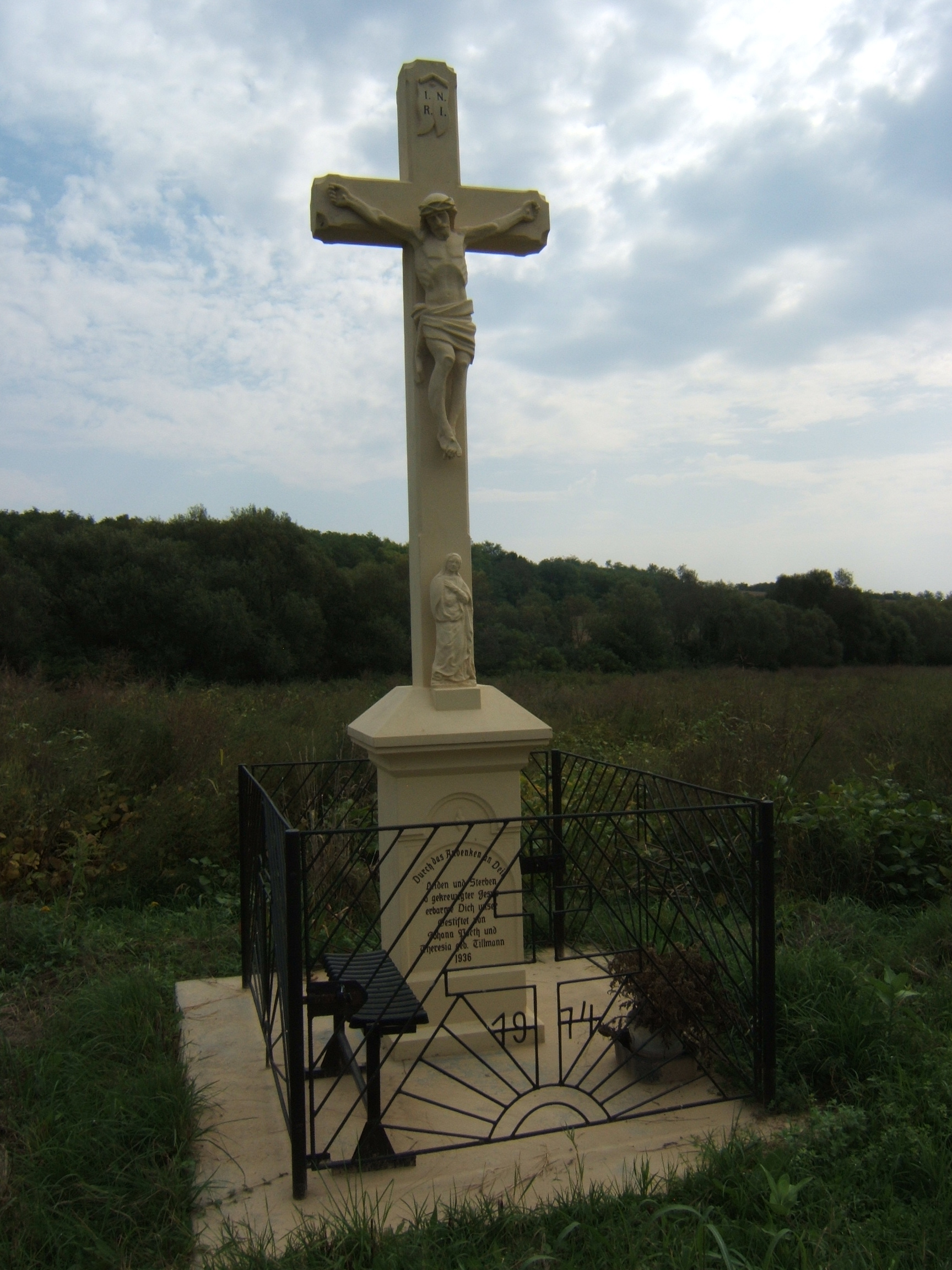
Régi kőkereszt a zöld jelzés északi szakaszán
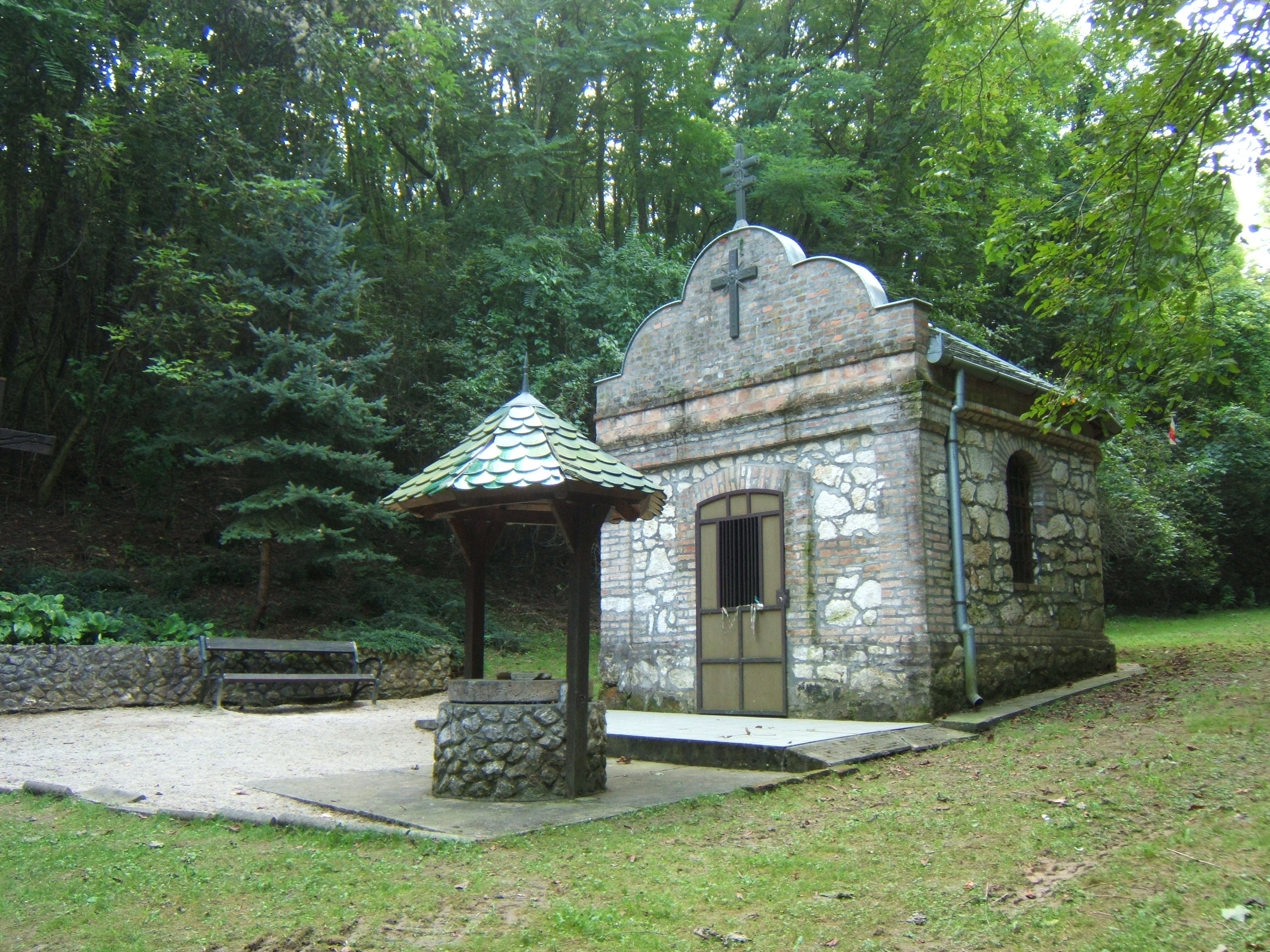
A Mária-kápolna